# Camille Schnoor
Pour les articles homonymes, voir Schnoor (homonymie).
Camille Schnoor (née le 30 septembre 1986 à Nice ) est une  soprano franco-allemande.

## Biographie
Camille Schnoor étudie le piano au Conservatoire Supérieur de Paris jusqu'à l'obtention de son diplôme en 2007 puis elle étudie le chant. En 2012, elle arrive au Théâtre d'Aix-la-Chapelle en tant que boursière de l'association de soutien et y fait ses débuts dans le rôle de Gretel dans Hansel et Gretel. De 2014 à 2016, elle est membre de la troupe de cette maison et y tient, entre autres : le rôle titre dans Luisa Miller, Agathe ( Der Freischütz ), Maria (West Side Story), Marie (The Bartered Bride) et le rôle principal de La Seconde Fille dans la première allemande de l'opéra Au monde de Philippe Boesman. De 2016 à 2023, elle est membre de l'ensemble du Théâtre national de Munich sur la Gärtnerplatz. Dès le début de cet engagement, elle joue le rôle principal féminin de Julie lors de la première de l'opéra Liliom de Johanna Doderer. Elle y a incarné également, entre autres : la Princesse Alexandra Maria (La Fée du Carnaval), Donna Elvira (Don Giovanni), Hanna Glawari (La Veuve joyeuse), Mimì (La Bohème), Tatjana (Eugène Onéguine), Giulietta (Les Contes d'Hoffmann).
Des apparitions en tant qu'invitée la mènent à l'Opéra de Limoges, où elle incarne Cio Cio San dans Madame Butterfly en 2018 et le rôle-titre dans Ariane à Naxos en 2022, ainsi qu'Hanna Glawari dans La Veuve Joyeuse à l'opéra de Nice en 2021. Lors de la première du festival Operklosterneuburg en 2022, elle incarne le rôle de Mimi dans La Bohème. Elle fait ses débuts au Festival de Bayreuth en 2023 en tant que deuxième fille magique dans la nouvelle production de Parsifal de Jay Scheib. En janvier 2024, elle apparaît à l'opéra de Nice en princesse étrangère dans Rusalka.
Le 19 juin 2024 elle chante l'aria Un bel dì, vedremo de Madame Butterfly de Puccini dans le cadre du programme d'ouverture Musiques en fête des Chorégies d'Orange, retransmis en direct sur France 5.

## Prix et récompenses
- Prix au Concours International Vokal Genial, Munich 2013[21]
- Prix de promotion de l'art bavarois (de) 2020

## Discographie
- Emmerich Kálmán : La Fée du Carnaval avec Camille Schnoor dans le rôle de la princesse Alexandra Maria. Chœur et orchestre du Théâtre national de la Gärtnerplatz, Michael Brandstätter. CD sorti par CPO, 2019.
- Les âmes naturelles. Camille Schnoor chante des chansons de Patrick Nebbula avec le compositeur au piano. CD sorti par Klarthe Records, 2022.